# Chikiti
Chikiti là một thị xã và là nơi đặt ủy ban khu vực quy hoạch (notified area committee) của quận Ganjam thuộc bang Orissa, Ấn Độ.

## Nhân khẩu
Theo điều tra dân số năm 2001 của Ấn Độ, Chikiti có dân số 10.801 người. Phái nam chiếm 50% tổng số dân và phái nữ chiếm 50%. Chikiti có tỷ lệ 63% biết đọc biết viết, cao hơn tỷ lệ trung bình toàn quốc là 59,5%: tỷ lệ cho phái nam là 74%, và tỷ lệ cho phái nữ là 51%. Tại Chikiti, 11% dân số nhỏ hơn 6 tuổi.